# 桃色副獅子魚
桃色副獅子魚，為輻鰭魚綱鮋形目杜父魚亞目獅子魚科的其中一種，分布於西北太平洋的堪察加半島東部海域，棲息深度105-1995公尺，體長可達38公分，為深海底棲性魚類，屬肉食性，生活習性不明。

## 擴展閱讀
維基物種上的相關：桃色副獅子魚